# Valentina Cruz
Valentina Cruz López de Heredia (Concepción, 21 de octubre de 1938 - Santiago, 19 de abril de 2025) fue una artista visual, escultora y dibujante chilena.

## Biografía
Hija del matrimonio entre el diplomático chileno Luis David Cruz Ocampo y Amelia López de Heredia. 
Estudió desde temprana edad con Nemesio Antúnez, para luego ingresar a la Escuela de Bellas Artes de la Pontificia Universidad Católica de Chile. Prontamente destaca su inclinación hacia el dibujo, lo que la lleva a estudiar en el taller de Carmen Silva para especializarse en la técnica. Además tiene por maestro al escultor y grabador Norman Carlberg, que había estudiado con Josef Albers, de la escuela Bauhaus, y al dibujante y escultor estadounidense de marcada tendencia pop Paul Harris. Egresa de la escuela en 1963, pero obtiene su diploma solo dos años más tarde. Es importante destacar aquí la influencia formal de Harris, quien va a ser para la artista su más marcado influjo en la escuela. Cruz había tenido además como profesores de pintura a Mario Carreño y de dibujo a Roser Bru.
Para entonces ya había participado en el Salón de Estudiantes de 1962, realizado en el Museo de Arte Contemporáneo de Quinta Normal, (edificio conocido como el Partenón), bajo la dirección de Nemesio Antúnez. En aquella exposición exhibe la obra “Mujer”, una figura femenina de ángulos abruptos y toscas extremidades, hecha a base de avisos económicos del diario El Mercurio y engrudo. La figura de mujer aparece arreglándose el cabello sentada sobre una silla de paja, y fue instalada a la entrada del museo. Esta obra no solo rompe para entonces las concepciones habituales de la escultura, sino que abre también nuevas posibilidades materiales, respecto de los caminos tradicionales que se le atribuían como medio a la escultura: madera, bronce, mármol, piedra, en una ruptura que va a ser una constante en la práctica de Cruz. Aparece acá una intención de incorporar elementos que hicieran alguna alusión a la realidad, como es el caso del periódico que da cuerpo a este trabajo, que va a ser permanente en su obra.
La obra produjo una fuerte reacción, y llegaron quejas al director Antúnez, quien fuera cuestionado sobre el ingreso de la obra al prestigioso Salón. Víctor Carvacho escribe en la sección de exposiciones y salones de la revista Zigzag, en noviembre de 1962, que su obra es la que más impacta, y que “todos la comentarán entre asombrados e incrédulos”.
Tres años después, a mediados de 1965, parte a Nueva York.[1] a estudiar escultura en el Art Students.
Sin embargo, no es tanto en sus estudios sino en la ciudad donde Cruz va a encontrar materiales no artísticos y técnicas no tradicionales, y es en este momento donde empieza a experimentar con la goma látex, que le permite nuevas posibilidades expresivas. Si anteriormente su producción destacaba por utilizar el elemento cotidiano y sencillo de la arpillera como base (obras como Mujer, Las Parcas, Vigía, Hombre con Cabeza, etc.) luego de su estadía en Nueva York su obra explora consistentemente las posibilidades del látex, pinturas industriales y gomas, a las que daba formas semihumanas, de bocas y labios, con una estética aséptica que se relacionaba para la artista con la alienada vida en la ciudad frenética en que se encuentra, ícono del desarrollo y la productividad. En ese contexto, su creación se ve influenciada también por las corrientes del op art y pop art presentes en el arte norteamericano de la época.
Poco tiempo después, el teórico Jorge Elliot solicita a Valentina Cruz el envío de una obra de arpillera en particular, Hombre de pie, para participar de la Bienal de Arte Joven de París de 1966, obteniendo entonces el primer premio de escultura en dicho certamen. Este consistía en una beca para estudiar en París y así Cruz parte a Europa para enfatizar su práctica como dibujante, enfatizando en ello su formato de trabajo.
Se encuentra en París para mayo del ’68; a raíz de las turbulencias sociales y las grandes manifestaciones estudiantiles, la obra de Cruz –ya tendiente a la experimentación de los materiales y las formas– se nutre de los discursos políticos de la época. Es así como aparecen representaciones alusivas a figuras políticas latinoamericanas, demostrando el compromiso político y la visión particular de Cruz respecto a la situación de su tierra natal, que se visibilizará más aún cuando va a residir en España.
Entre los años 1976 y 1996 Valentina reside en Barcelona. Es aquí donde la artista se dedica a profundizar y expandir su obra gráfica. Particularmente, trabaja como ilustradora de cuentos infantiles; la libertad representacional de la gráfica dedicada a los niños le permitió a Cruz innovar en el uso del color y los materiales, apostando por la cualidad expresiva y emocional de las imágenes.
De regreso en Chile a fines de la década de los ‘90, ha expuesto en renombradas galerías y museos, y sido premiada dos veces con el Premio Altazor de Dibujo, en los años 2003 y 2010. Asimismo, Cruz se ha dedicado a la docencia en la Facultad de Artes de la Universidad Finis Terrae, y fue profesora de dibujo en el Instituto Cultural de Las Condes.

## Obra
En la década de los ’60, Cruz se dedicó a la escultura experimentando en la mezcla de materiales no artísticos de características industriales, tal como la resina, el caucho y la cola, y otros de origen cotidiano, en permanente afán de conectar con la realidad, tales como periódicos, arpilleras, cera, sacos, etc. Posteriormente, luego de su viaje a Nueva York, su obra profundiza en las posibilidades expresivas del látex, dando luz a trabajos como Botiquín de primeros auxilios (Colección MAVI, 1966), Pieles de mujeres fieles siendo examinadas por el médico de turno (1966, Colección Museo de la Solidaridad Salvador Allende).
Mediante estas materialidades provenientes del cotidiano, Cruz representaba formas humanas o fragmentos de cuerpo -muchas veces sacando moldes de los mismos cuerpos- para a veces emular con realismo sus formas y texturas, y otras veces jugando a deformar sus escalas y contexturas naturales. Estas esculturas se caracterizaron por sus colores brillantes (dados por los nuevos materiales artificiales disponibles), la combinación con objetos del mundo real, y por su lógica no tradicional de instalación en el espacio. Estas cualidades dotan a las obras de una estética cercana a la caricatura y abundan en humor satírico, mas prontamente revelan una dimensión crítica respecto a las lecturas sobre el cuerpo, en especial el femenino, el cual es intervenido, manipulado y deformado a nivel tanto visual como simbólico. Los avances de la tecnología material y los acelerados cambios político-sociales a nivel internacional influyeron en la visión de Cruz sobre el cuerpo en la esfera social y los mecanismos de construcción de género.
La obra gráfica de Valentina Cruz representa seres y escenas que rozan el límite con la fantasía. Acudiendo a una estética propia del cómic, sus dibujos –ejecutados mayoritariamente en blanco y negro, junto a la aparición de colores fuertes como el amarillo y el rojo– enseñan personajes cargados de comentario social y político. Destaca en estos dibujos la presencia casi constante del periódico (como elemento representado), a veces envolviendo a figuras humanas a modos de momias; este elemento simboliza la conexión con la vida cotidiana, pero también con el acontecer político y los canales de información masivos.
La libertad dada por la ilustración le permite a Cruz deformar hacia la caricaturización a estos personajes, en pos de generar efectos expresivos y afectivos. Su trabajo gráfico se extiende por una diversidad de materiales –tinta, carboncillo y grafito– ejecutado con certera precisión: desde trazos rectos y definidos que se yuxtaponen hasta un virtuoso empleo del puntillismo, que en su contraste con zonas blancas del papel generan un fuerte efecto atmosférico a partir de las luces y las sombras, donde se manifiesta toda la potencia imaginativa de la artista.
Su obra se encuentra en destacadas colecciones nacionales, tales como en Museo Nacional de Bellas Artes, Museo de Artes Visuales, Museo de Arte Contemporáneo de la Facultad de Artes de la Universidad de Chile y la Pinacoteca de la Universidad de Concepción.

## Exposiciones
Valentina Cruz ha participado en un gran número de exposiciones tanto colectivas como individuales, dentro y fuera de Chile.
- La Emergencia del Pop. Irreverencia y calle en Chile. Museo de la Solidaridad Salvador Allende, 2016.
- Las Aventuras Góticas de Piernas de Neón;  Galería de Arte Patricia Ready, Santiago de Chile, 2015.
- Dibujo, Razón y Vigencia; Sala Finis Terrae, Santiago de Chile, 2014.
- La Sombra, Tradición y Dibujo; Sala Finis Terrae, Santiago de Chile, 2011.
- Exposición retrospectiva de dibujos; Pinacoteca Universidad de Concepción, Concepción, 2010.
- Entre líneas y sombras; MAVI Museo de Artes Visuales, Santiago de Chile, 2009. Exposición ganadora del Premio Altazor 2010.
- El Lobo Hombre; Galería de Arte Patricia Ready, Santiago de Chile, 2002.
- Dibujos de Valentina Cruz; Galería Arte Actual, La Dehesa, Santiago, Chile, 1995.
- Gráfica y Mujeres en el arte; Museo Nacional de Bellas Artes, Santiago de Chile, 1991.
- Valentina Cruz, Dibujos; Galería Arte Actual, Santiago, Chile, 1987.
- Exposición de Dibujos; Galerie l'Angle Aigu, Bruselas, Bélgica, 1986.
- Concurso internacional de dibujo Museo Joan Miró, Barcelona, España, 1982.
- Exposición de Dibujos; Galería Época, Santiago, Chile, 1980.
- Exposición de Dibujos; Centro Cultural de Woluwe St. Pierre, Bruselas, Bélgica, 1979.
- Valentina Cruz; Spencer - Stuart Management Consultants, 1978.
- Valentina Cruz; Maison de la Culture, 1978.
- Exposición de Dibujos, Spencer* Stuart, Bruselas, Bélgica, 1978.
- Exposición de Dibujos; Galería Bortier, Bruselas, Bélgica, 1978.
- Exposición de Dibujos; Galería Pecanins, Barcelona, España, 1976.
- Exposición de Dibujos; Galerie l'Angle Aigu, Bruselas, Bélgica, 1976.[10][11]
- Exposición de Dibujos, Sala Bernardo O'Higgins, Santiago de Chile, 1975.
- Bienal Internacional de Valparaíso, Valparaíso, 1975.
- Primer Salón de Dibujo; Museo Nacional de Bellas Artes, Santiago de Chile, 1975.
- Bienal de Dibujo en Rijeka, ex Yugoslavia, 1974.
- Exposición de Dibujos; Galería L'Ecuyer, Bruselas, Bélgica, 1974.
- Arte Joven; Museo Nacional de Bellas Artes, Santiago de Chile, 1973.
- Esculturas, Valentina Cruz; Galería Patio, Santiago, Chile, 1973.
- Exposición de Dibujos, Museo Nacional de Bellas Artes, Santiago, Chile, 1972
- Rompecabezas de Amor, Humor y Muerte; Sala Universidad de Chile, Santiago de Chile. 1970.
- Exposición Dibujos; Museo Nacional de Bellas Artes, 1969.
- Exposición de Dibujos; Galería Patio, Santiago de Chile, 1969.
- Exposición de Esculturas; Galería Patio, Santiago de Chile, 1969.
- Exposición de Esculturas; MAC Museo de Arte Contemporáneo, Universidad de Chile, Santiago de Chile, 1964.
- Salón de Estudiantes; MAC Museo de Arte Contemporáneo, Universidad de Chile, Santiago de Chile, 1962.